# Joe Gorder
Joseph William "Joe" Gorder, född i maj 1957, är en amerikansk företagsledare som är styrelseordförande, president och vd för den multinationella petroleumbolaget Valero Energy Corporation. Han satt tidigare i företagsledningen för Diamond Shamrock Corporation/Ultramar Diamond Shamrock Corporation innan det blev förvärvat av Valero 2001. Gorder blev kvar och fick höga chefspositioner inom Valeros europeiska dotterbolag. Han var också COO innan han blev utnämnd till toppositionerna inom koncernen.
Gorder avlade en kandidatexamen i företagsekonomi vid University of Missouri-St. Louis och en master of business administration vid Our Lady of the Lake University.